# Ricard Vaccaro

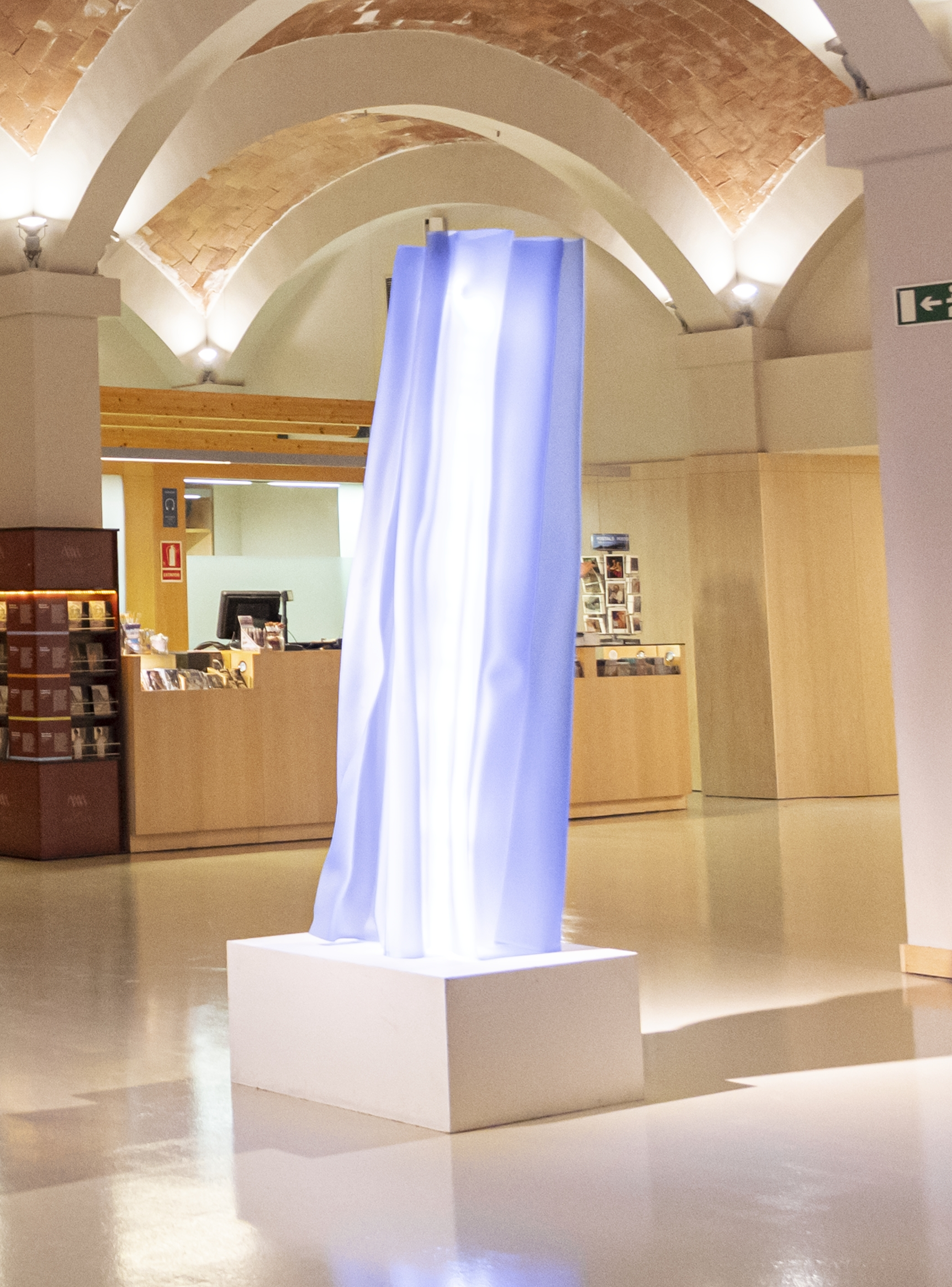
"Fragilitat I". Escultura de Ricard Vaccaro instal·lada al vestíbul del Museu de Montserrat

Ricard Vaccaro (Barcelona, 1946 – Cornellà de Llobregat, 25 de febrer de 2016) fou un pintor i escultor català. Va dissenyar l'estatueta del Premi Català de l'Any des de 2011. Nascut a Barcelona, va treballar com a professor de secundària entre 1970 i 2008 a l'Escola Thau. Té diverses obres d'art públic a Barcelona i altres municipis catalans, entre les quals destaquen l'escultura homenatge a Jordi Solé Tura que es troba a Mollet del Vallès, o la feta en memòria d'Ernest Lluch i que s'exhibeix a la Facultat d'Econòmiques de la Universitat de Barcelona. Residia a Cornellà i tenia el seu taller a La Llagosta.
Moltes de les seves escultures tenen com a emplaçament Cornellà de Llobregat, com ara Homenatge a Joan Miró o Espai per a la Pau. A més a més, també és conegut per les seves pintures.